# Grunewald (Radevormwald)
Grunewald ist eine Ortschaft von Radevormwald im Oberbergischen Kreis im nordrhein-westfälischen Regierungsbezirk Köln in Deutschland.

## Lage
Grunewald liegt nordwestlich von Radevormwald an der Landesstraße 414 im Tal der Wupper. Die Nachbarorte heißen Dahlerau, Keilbeck und Obergrunewald. In der Nähe der Ortschaft betreibt der Wupperverband das Klärwerk Radevormwald. Am westlichen Ortsrand führen die Gleise der Wuppertal-Bahn vorbei.
Politisch wird der Ort durch den Direktkandidaten des Wahlbezirks 150 im Rat der Stadt Radevormwald vertreten.

## Geschichte
In der historischen topografischen Karte (Preußische Neuaufnahme) von 1892 bis 1894 ist „Grunewald“ verzeichnet. 1888 wurde die am Ort vorbeiführende Bahnstrecke zwischen Dahlerau und Beyenburg eröffnet.
1832 gehörte der Ort zum Kirchspiel Remlingrade des ländlichen Außenbezirks der Bürgermeisterei Radevormwald. Der laut der Statistik und Topographie des Regierungsbezirks Düsseldorf als Wirthshaus kategorisierte Ort besaß zu dieser Zeit ein Wohnhaus. Zu dieser Zeit lebten 19 Einwohner im Ort, elf katholischen und acht evangelischen Glaubens.  1888 sind in dem Gemeindelexikon der Rheinprovinz vier Wohnhäuser mit 71 Einwohnern verzeichnet.

## Wander- und Radwege
Folgende Wanderwege führen durch den Ort:
- Der Wald-Wasser-Wolle-Wander-Weg